# 広島市植物公園
広島市植物公園（ひろしまししょくぶつこうえん）とは広島県広島市佐伯区倉重にある都市公園（植物園）である。指定管理者制度により、公益財団法人広島市みどり生きもの協会が管理・運営を行っている。

## 概要
- 1976年（昭和51年）11月3日開園[3]
- 敷地面積は18.3ヘクタールであり、同公園のシンボルである大温室をはじめ、サボテンや熱帯スイレン、ベゴニアなどの温室のほか、植物に関する展示資料館や芝生広場などの設備が設置されている[3]。
- 同園にはおよそ11,650品種234,600本の植物が栽培されており、植物に関する研究も行っている。
- なお開園当時の所在地は佐伯郡五日市町であり、1985年（昭和60年）に合併し佐伯区となるまでは広島市外に位置していた。同園は1972年（昭和47年）7月に広島市議会で設置が議決されたが、区域外設置を前提としていた[3]。そのため五日市町議会の同意議決が必要であったという（実際に同年12月の五日市町議会で議決された[3]）。

## 施設情報
- 開園時間
  - 9時-16時30分
- 休園日
  - 年末年始、毎週金曜日、8月6日（原爆忌）、ただし金曜日が8月6日もしくは国民の祝日にあたるときは、その直前日。
- 入場料

| 一般                   | 510円 |
| 団体（30名以上）       | 430円 |
| 高校生以下             | 170円 |
| 高校生団体（30名以上） | 130円 |

- 交通
  - 広島バスセンターまたはJR山陽本線五日市駅から広電バス、植物公園バス停下車